# Рудка (Недригайловский район)
Рудка (укр. Рудка) — село,
Ольшанский сельский совет,
Недригайловский район,
Сумская область,
Украина.
Население по данным 1988 года составляло 320 человек.
Село присоединено в 1989 году к селу Ольшана .

## Географическое положение
Село Рудка находится на левом берегу реки Сула,
выше по течению на расстоянии в 0,5 км расположено село Ревы,
ниже по течению примыкает село Ольшана.
Через село проходит автомобильная дорога Н-07.

## История
- 1989 — село присоединено к селу Ольшана [1].